# Губкин, Пётр Макарович
Пётр Макарович Губкин (1893—1961) — участник Белого движения на Юге России, командир донских казачьих частей, генерал-майор.

## Биография
Донской казак.
После начала Первой мировой войны поступил в Новочеркасское казачье училище, по окончании ускоренного курса которого в 1915 году был выпущен прапорщиком в 12-й Донской казачий полк. Произведен в хорунжие 13 февраля 1916 года, в сотники — 8 августа 1917 года.
С началом Гражданской войны вступил в партизанский отряд полковника Семилетова, затем — в Донской армии. На 31 января 1919 года — подъесаул 80-го конного казачьего полка, на 15 ноября 1919 года — полковник 45-го конного Платовского полка. В конце 1919 — начале 1920 года был командиром 48-го конного полка, в Русской армии переформированного в 6-й Донской казачий полк. С 1 мая 1920 года был назначен командиром этого полка. Награждён орденом Св. Николая Чудотворца
За то, что, командуя 6-м Донским Ермаковским конным полком, в бою 15 июня сего года у с. Елисеевка, стремительным ударом в конном строю разгромил бригаду 40-й пехотной дивизии, взяв в плен 600 красноармейцев и 25 пулеметов. В тот же день в бою у д. Андреевка, когда боевая часть дивизии была внезапно атакована с обоих флангов 4-й и 5-й кавалерийскими бригадами 40-й пехотной дивизии, стремительным ударом в конном строю сбил центр боевого порядка противника, а затем быстро повернул направо, опрокинул обходящие части и этим вывел боевую часть своей дивизии из критического положения.

В бою 21 июня в районе Михайловка—Францталь, когда со стороны кол. Зеленая два полка пехоты и полк конницы красных при 3 орудиях и 2 бронеавтомобилях повели наступление, угрожая правому флангу и тылу дивизии, полковник Губкин во главе своего полка искусным маневрированием заставил пехоту красных подойти флангами под резервные сотни своего полка и дружной лихой конной атакой опрокинул ее, изрубив до 150 человек и захватив более 200 пленных. Будучи вслед за этим атакован конницей красных с поддержкой автомобиля, полковник Губкин перешел в контр-атаку и отбросил броневой автомобиль и конницу красных в бегство за дер. Зеленая.
Эвакуировался из Крыма на корабле «Цесаревич Георгий». В 1921 году был произведен в генерал-майоры. В эмиграции в Югославии. Умер в 1961 году в Земуне. Похоронен на местном кладбище.

## Награды
- Орден Святой Анны 4-й ст. с надписью «за храбрость» (ВП 15.09.1916)
- Орден Святого Владимира 4-й ст. с мечами и бантом (ВП 25.11.1916)
- Орден Святой Анны 3-й ст. с мечами и бантом (Приказ Всевеликому войску Донскому № 278, 31 января 1919)
- Орден Святителя Николая Чудотворца (Приказ ВСЮР № 176, 19 июля 1920)